# Infinity Abyss
Infinity Abyss è una miniserie a fumetti composta di sei albi, pubblicata dalla Marvel Comics da agosto a ottobre 2002. La saga è stata scritta e disegnata da Jim Starlin.
La prima edizione italiana è stata pubblicata nel dicembre 2003 in due volumi da Panini Comics.

## Trama
La serie è incentrata su cinque esperimenti genetici compiuti dal Titano Pazzo Thanos, il quale creò cinque cloni, chiamati Thanosi, modellati sulle personalità di altri supereroi quali Professor X, Gladiatore (Kallark), Iron- Man, Dottor Strange e Galactus, chiamati rispettivamente: X, Guerriero, Armatura, Mistico e Omega. Ribellatisi al loro creatore, i cinque Thanosi sono ossessionati da un radicale pensiero nichilista che li spinge al tentativo di distruggere l'intera realtà, ponendo fine alla vita nell'universo.
In seguito a una trappola orchestrata da X, la nave spaziale dove il Thanos originario è a bordo viene spazzata via da una potente singolarità cosmica originata da un ordigno situato alla fonte del segnale a cui il Titano Pazzo era stato attirato. Credendo Thanos morto, X invia Pip il troll in un istituto psichiatrico con l'incarico di recuperare Adam Warlock, il quale versa in uno stato di sonno profondo per via di un grave trauma subito. Preso in custodia Warlock, X cerca il modo di risvegliarlo per sottrargli informazioni sull'entità con cui quest'ultimo era venuto in contatto prima che perdesse conoscenza. L'entità in questione si rivelerà essere Atlez, il Protettore della Realtà. Per adempiere al suo fine, infatti, i Thanosi devono prima trovare e uccidere Atlez ed il suo successore. Solo così potranno annientare ogni forma di vita nell'universo. Quindi, convocata Dragoluna, X le chiede di usare i suoi poteri psichici per entrare nella testa di Warlock e riportarlo alla luce.
Conseguentemente, sia Dottor Strange che Capitan Marvel vengono a conoscenza dell'esistenza di strani fenomeni, forze oscure ed ignote che originano cubi privi di materia capaci di inglobare gli individui. Preoccupato, Dottor Strange convoca i difensori Silver Surfer, Namor e Hulk, ma inaspettatamente anch'essi vengono risucchiati all'interno di uno di questi cubi.
Nel frattempo, la mercenaria Gamora localizza il vero Thanos, scampato all'esplosione e in via di guarigione dalle ferite riportate.
Venuto a conoscenza dei piani dei cloni, Warlock raggiunge Atlez, il quale, morente, gli rivela che il suo successore non è che una bambina terrestre chiamata Atleza. Con l'ordine di portare Atleza in salvo, Warlock giunge sulla Terra, sperando di arrivare per primo; ma è già tardi. Anche i Thanosi hanno localizzato la bambina e cercano di ucciderla. Thanos, con l'aiuto di Spider-Man, Warlock, Dottor Strange, Capitan Marvel e Gamora, distrugge quattro dei cinque cloni Thanosi e tramite la Gemma dell'Anima permette ad Atleza di conoscere il suo vero potere.
L'ultimo clone rimasto, Omega, giunge sulla Terra per completare l'opera iniziata dai suoi fratelli e distruggere il pianeta. Thanos quindi teletrasporta tutti quanti su un altro mondo lontano e desolato, dove si consuma la battaglia. Infine, con l'intervento di un'intera flotta aliena, anche Omega viene finalmente sconfitto.
Avendo eliminato ogni minaccia, Atleza è finalmente al sicuro e può adempiere al proprio destino prendendo il posto lasciatole da Atlez come Protettore della Realtà.

## Edizioni
- Infinity Abyss #1, Marvel Mix 48, Panini Comics (dicembre 2003)
- Infinity Abyss #2, Marvel Mix 49, Panini Comics (dicembre 2003)
- Thanos: L'abisso Dell'Infinito, Marvel Omnibus (dicembre 2017)

## Curiosità
- Jim Starlin aveva scritto Infinity Abyss per fare una retcon delle apparizioni di Thanos in Ka-Zar (seconda serie) numeri 4-11 di Mark Waid, The Mighty Thor (seconda serie) numeri 21-25 e annual 2000 di Dan Jurgens e John Romita Jr., e Avengers Celestial Quest numeri 1-8 di Steve Englehart, rivelando che il Thanos che compare in quelle storie era in realtà un clone del vero Thanos. Venne fatta questa cosa perché gli autori di queste storie avevano ignorato lo sviluppo del personaggio da cattivo a eremita moralmente ambiguo, che aveva avuto alla fine de Il Guanto dell'Infinito.